# 驪州市
驪州市（：／ Yeoju si */?）是大韩民国京畿道東南端的一个市（2013年9月23日從郡升格）。東側是江原道的原州市和忠清北道的忠州市，西側是廣州市，南側是利川市，北側是楊平郡。

## 行政区划
- 驪興洞(여흥동)（2013年9月23日從驪州邑(여주읍)分拆）
- 中央洞(중앙동)（2013年9月23日從驪州邑分拆）
- 五鶴洞(오학동)（2013年9月23日從驪州邑分拆）
- 加南邑(가남읍)（2013年9月23日從面升格）
- 占東面(점동면)
- 陵西面(능서면)
- 興川面(흥천면)
- 金沙面(금사면)
- 山北面(산북면)
- 大神面(대신면)
- 北內面(북내면)
- 康川面(강천면)

## 外部連結
- 驪州市政府官方網站 （页面存档备份，存于）（简体中文）